# Morin Dawa
Morin Dawa (en daur: Морин Даваа /Morin Dawaa/ ; en mongol: Мориндаваа, romanizado: Morin Dabaɣ-a ; en chino, 莫力达瓦达; pinyin, Mòlì Dáwǎ) es una bandera autónoma bajo la administración directa de la ciudad-prefectura de Hulun Buir en la Región Autónoma de Mongolia Interior, República Popular China. Su área es de 10 356 km² y su población para 2010 superó los 276 mil habitantes.

## Toponimia
Morin Dawa es la transcripción fonética del idioma daur y significa "montaña que sólo los caballos pueden cruzar", debido a los caminos altos y peligrosos de una montaña de la región, sólo se puede subir a caballo. 
Como las otras regiones autónomas, se caracteriza por estar asociada a un grupo étnico minoritario, en este caso, los Daur. La región recibió la condición de "autónomo" cuando se estableció la Bandera autónoma daur de Morin Dawa el 15 de agosto de 1958.

## Administración
La ciudad de Morin Dawa se divide en 15 pueblos que se administran en 11 poblados, 2 villas y 2 villas étnicas.